# Ötztal
Ötztal är en dal i Österrike. Den ligger i förbundslandet Tyrolen, i den västra delen av landet.
Ötztal är cirka 65 km lång och en sidogren av dalgången som bildas av floden Inn. Dalgången utgör gränsen mellan bergskedjan Stubaier Alpen i öst och Ötztalalperna i väst. Ötztal skapades främst av glaciärer och av floden Ötztaler Ache.